# مورگان هیل (کالیفرنیا)
مورگان هیل (به انگلیسی: Morgan Hill) شهری در شهرستان سانتا کلارا ایالت کالیفرنیا است که در سرشماری سال ۲۰۱۰ میلادی، ۳۷۸۸۲ نفر جمعیت داشته‌است.

## نگارخانه

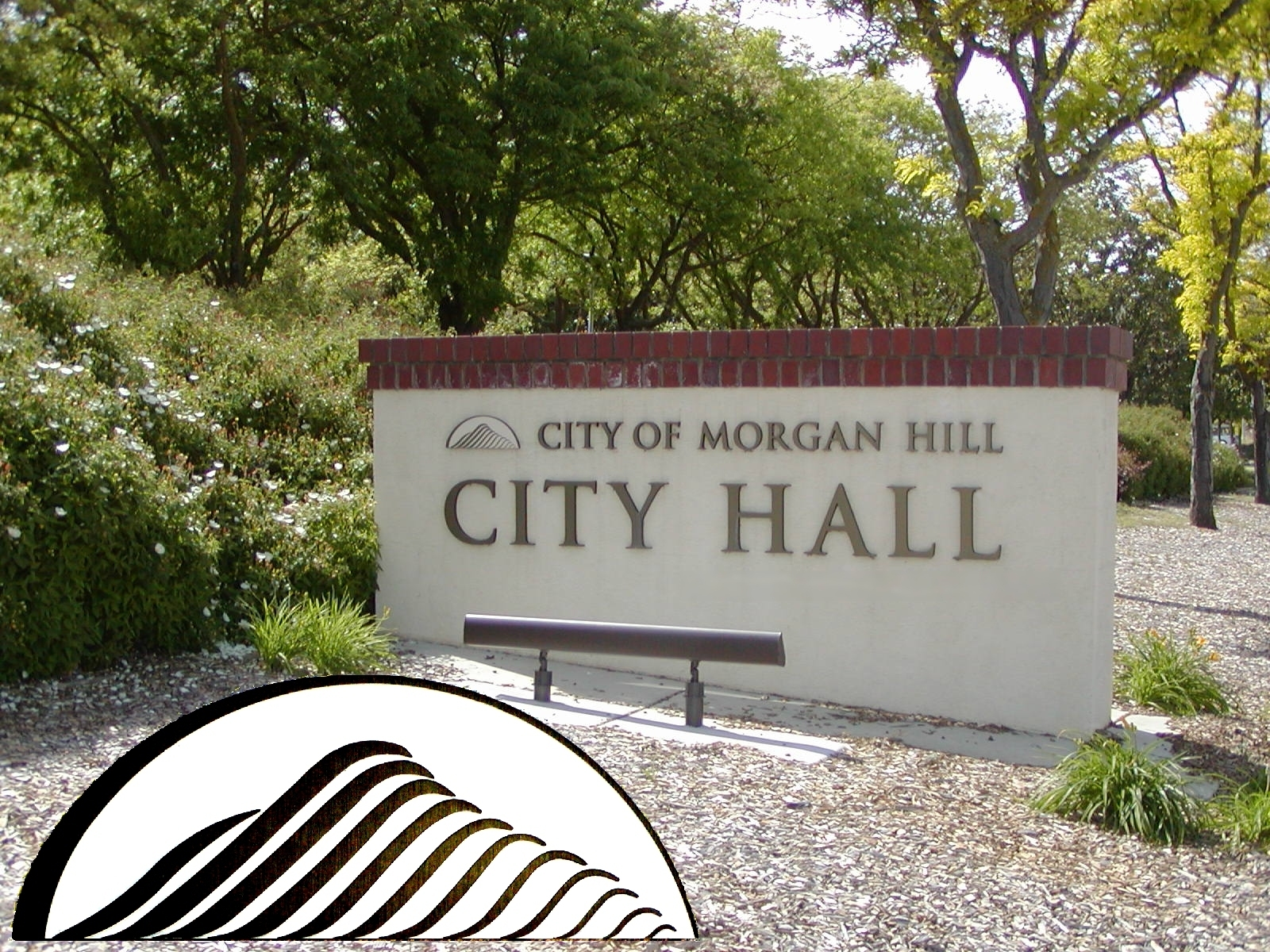
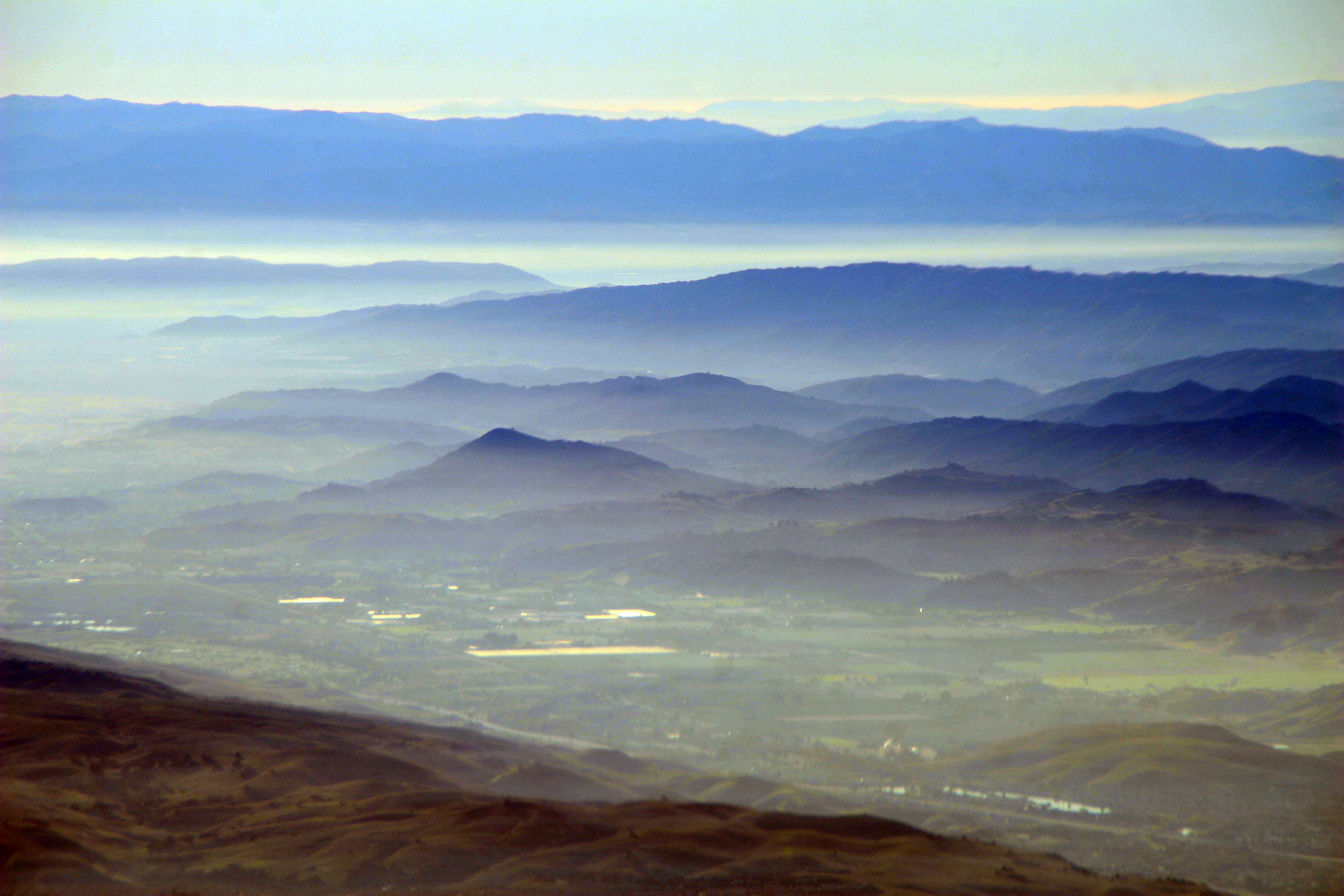
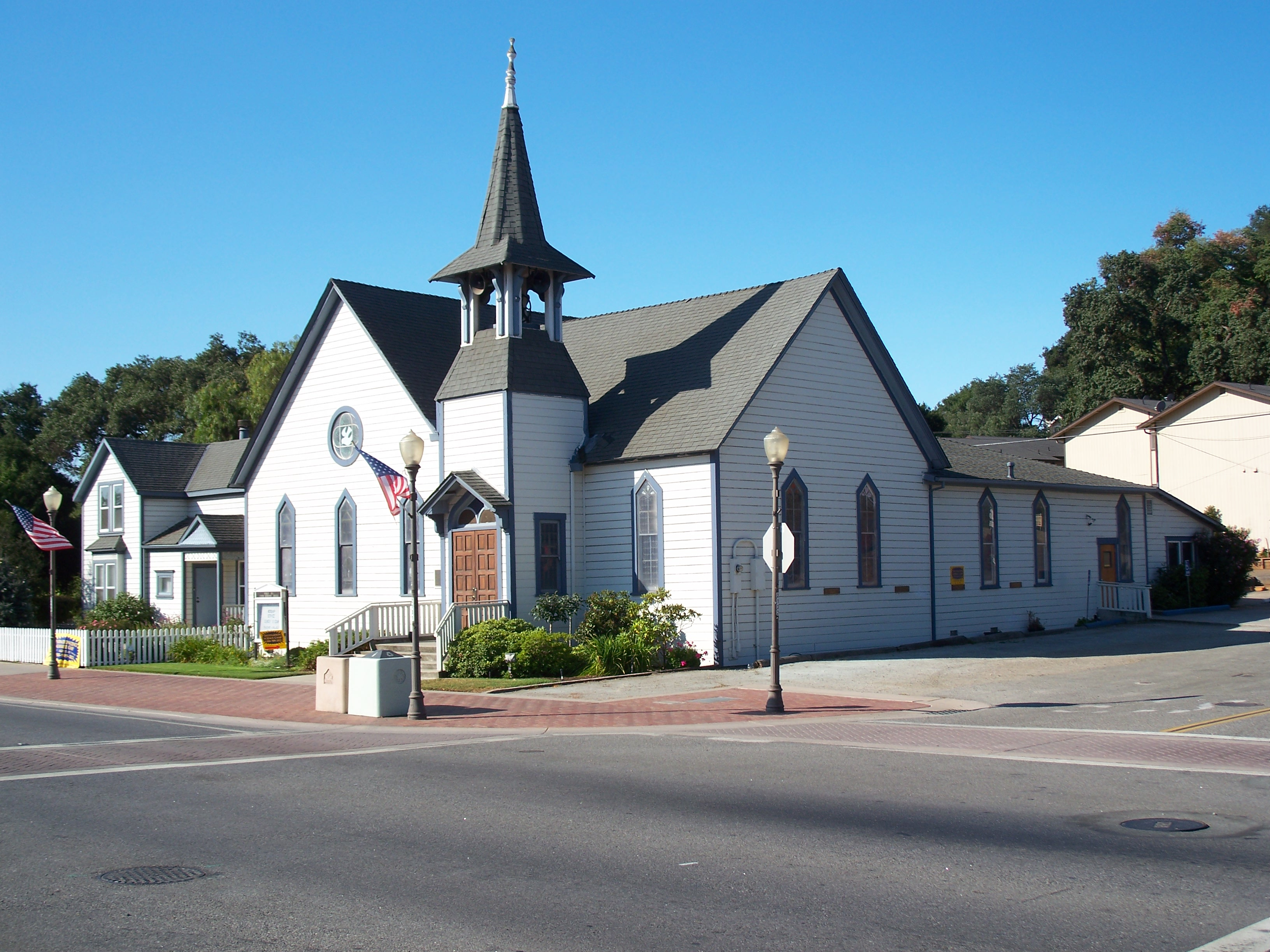